# Georginus
Georgínus — рід жуків родини Довгоносики (Curculionidae).

## Зовнішній вигляд
Жуки цього роду мають середні розміри: 14,5-16,5 мм у довжину. Основні ознаки:
- головотрубка довша за передньоспинки, розширена до вершини, посередині із кілем, який доходить до основи вусиків;
- стволик вусиків не коротший за їх джгутик, 2-й членик джгутика коротший за 1-й, а булава коротша за джгутик;
- верхній край очей напівкруглий, очі донизу звужені;
- задній край передньоспинки посередині трикутно витягнутий назад, вона звужена до переду, із лопатями позаду очей, зверху трохи опукла і скульптурована;
- надкрилля з білими поперечними перев'язями;
- черевце й ноги рясно вкриті товстими білими лусочками й чорними голими крапками.

## Спосіб життя
Не вивчений, ймовірно, він типовий для Cleonini.

## Географічне поширення
Ареали обох відомих видів цього роду обмежені Середньою Азією та Іраном (див. нижче).

## Класифікація
До цього роду включено два види:
- Georginus bellus Jakobson, 1913 — Іран, Туркменістан
- Georginus medus Jakobson, 1913 — Іран, Афганістан